# 光复广场

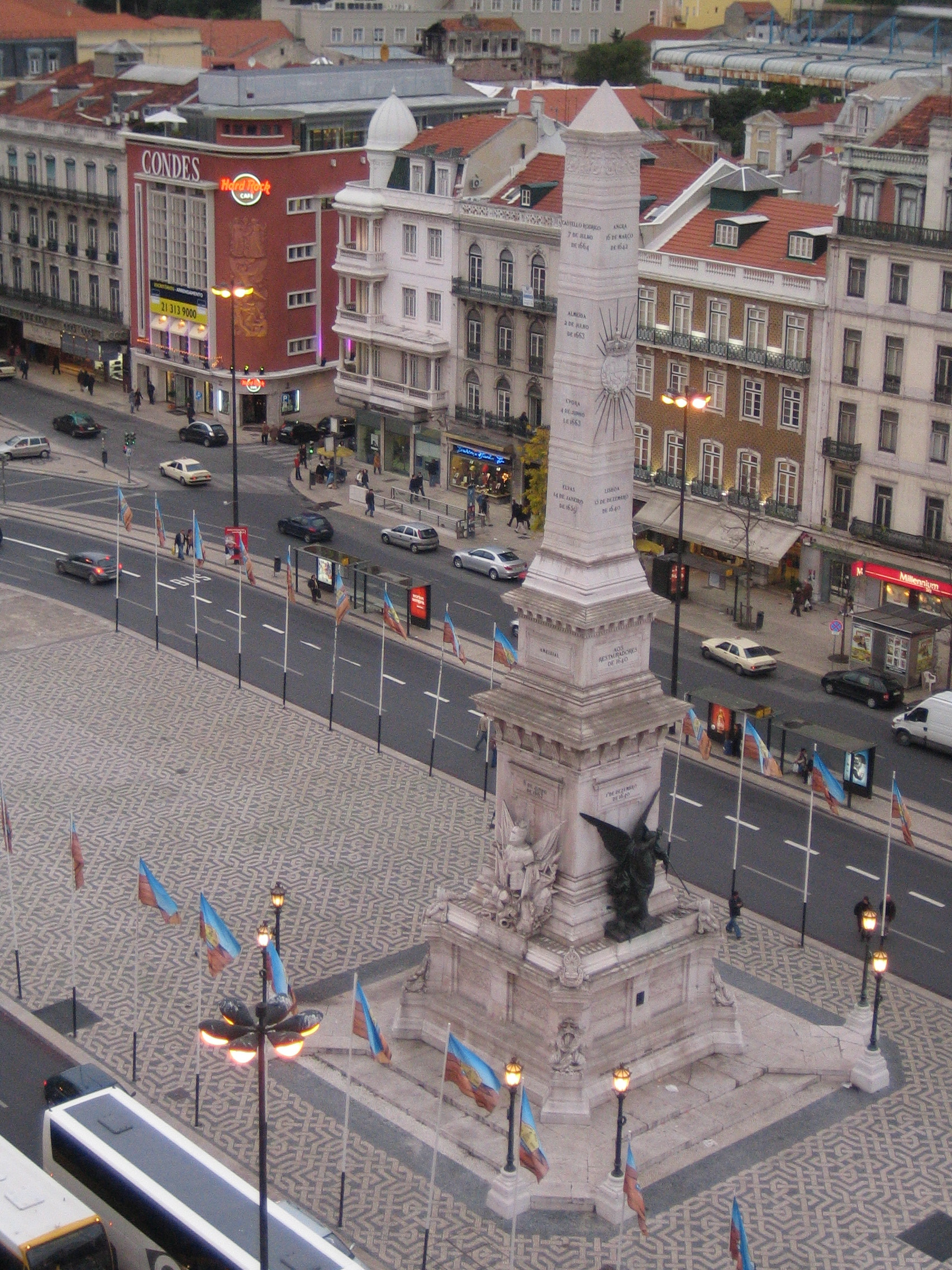
光复

光复广场（葡萄牙語：Praça dos Restauradores）是葡萄牙首都里斯本的一个广场，位于自由大马路的东南端，靠近罗西乌广场（Rossio）。
这个广场是纪念1640年葡萄牙在经过西班牙60年统治后恢复独立（葡萄牙王政復古戰爭）。广场中央的方尖碑竖立于1886年。
纪念碑是由António Tomás da Fonseca设计，象征“独立”和“胜利”的雕像是雕塑家Simões de Almeida和Alberto Nunes的作品。
这个长方形的广场周围是19世纪和20世纪初的建筑。最引人注目的是Palácio Foz宫，建于18世纪到19世纪，室内装饰华丽，而1930年代的伊甸电影院（Éden）拥有美丽的装饰艺术运动立面，现在是一个酒店，是建筑师卡西亚诺·布兰科的作品。
现代主义风格的Condes 电影院建于1950年，建筑师是Raul Tojal，现在是硬石咖啡馆。
38°42′57″N 9°08′30″W / 38.71583°N 9.14167°W